# Minuteflag
Minuteflag è uno split sperimentale tra i due gruppi hardcore punk statunitensi Minutemen e Black Flag. Tutte le tracce sono strumentali, eccetto Fetch The Water, con D. Boon al microfono.
L'EP fu registrato nel marzo 1985, mentre i Black Flag stavano scrivendo e registrando Loose Nut al Total Access Studio a Redondo Beach e i Minutemen avevano appena terminato di registrare il loro EP Project Mersh il mese precedente. I due gruppi decisero che il materiale non sarebbe stato pubblicato se non dopo lo scioglimento di almeno una delle due band. L'attesa fu molto breve: l'EP fu pubblicato solo un anno più tardi da SST Records, dopo che i Minutemen si erano sciolti in seguito alla morte del chitarrista/cantante D. Boon in un incidente d'auto.

## Tracce
1. Fetch the Water – 3:49
2. Power Failure – 3:43
3. Friends – 5:12
4. Candy Rush – 1:49

## Formazione[2]
- D. Boon - voce e chitarra
- Greg Ginn - chitarra, produttore e missaggio
- George Hurley - bongo
- Kira Roessler - basso
- Henry Rollins - voce d'accompagnamento
- Bill Stevenson - batteria
- Mike Watt - basso
- Dave Tarling - ingegneria del suono
- Mike Boshears - missaggio